# Virginia Ruzici
Virginia Ruzici (ur. 31 stycznia 1955 w Câmpia Turzii) – rumuńska tenisistka, zwyciężczyni French Open 1978 w grze pojedynczej i podwójnej, reprezentantka w Fed Cup.

## Kariera tenisowa
Zawodową tenisistką Ruzici była w latach 1975–1987.
W sezonie 1978 odniosła triumf na French Open pokonując w finale Mimę Jaušovec. Turniej gry podwójnej wygrała wspólnie z Jaušovec, a finał zakończyły wygraną z parą Lesley Turner Bowrey–Gail Sherriff Chanfreau. Ruzici osiągnęła również finał w grze mieszanej, jednak partnerując Patrice Dominguezowi przegrali z Renátą Tomanovą i Pavlem Složilem. W tym samym roku tenisistka z Rumunii została finalistką Wimbledonu w deblu startując z Mimą Jaušovec. Na French Open 1979 przegrała finał miksta razem z Ionem Țiriacem, a podczas French Open 1980 uległa w finale singla Chris Evert.
W latach 1973–1983 reprezentowała Rumunię w Fed Cup.

### Zwycięstwa singlowe
- 1977 –  Petersburg
- 1978 –  Brighton
- 1978 –  European Open
- 1978 –  Swiss Open
- 1978 –  Austrian Open
- 1978 –  French Open
- 1980 –  Swiss Open
- 1980 –  Austrian Open
- 1980 –  Swedish Open
- 1982 –  Monte Carlo
- 1982 –  US Clay Courts
- 1983 –  Swedish Open
- 1983 –  Detroit
- 1985 –  Bregencja